# Arbre du Ténéré
Der Arbre du Ténéré (französisch „Baum der Ténéré“) ist ein Orientierungspunkt in der Wüste Ténéré in Niger. Hier befand sich bis 1973 ein isolierter Baum.

## Lage
Der Orientierungspunkt liegt auf einer Höhe von 498 m. Er markiert die Grenze zwischen dem Naturschutzgebiet Aïr und Ténéré im Norden und dem Naturreservat Termit und Tin-Toumma im Süden. Am Arbre du Ténéré teilt sich die von Agadez kommende Piste: über den Brunnen von Achegour nach Dirkou und weiter südlich über die Oase Fachi nach Bilma im Kaouar-Tal. Am Orientierungspunkt befindet sich ein Brunnen. Den Salzkarawanen dient dieser Ort als Nachtlager. Der Lagerplatz der Nomaden in der Nähe des Brunnens heißt Ad Azzaouagger.

## Geschichte
Der Arbre du Ténéré war eine Schirmakazie, die als isoliertester Baum der Erde galt – angeblich der einzige in einem Umkreis von 400 Kilometern, andere Angaben nennen 150 km. Es war vermutlich der letzte überlebende Baum einer Baumgruppe, die heranwuchs, als die Wüste weniger trocken war als gegenwärtig. Der Baum stand für mehrere Jahrzehnte allein. Während des Winters 1938/39 wurde ein Schacht nahe dem Baum gegraben, es zeigte sich, dass der Baum den Grundwasserspiegel in 33 bis 36 Metern Tiefe erreicht hatte. Im Jahr 1939 schrieb der in Französisch-Westafrika stationierte Offizier Michel Lesourd über den einsamen Baum:

« Il faut voir l'arbre pour croire à son existence. Quel est son secret ? Comment peut-il être toujours en vie malgré la multitude de dromadaires qui dévastent les alentours ? Comment se fait-il qu'à chaque Azalai, aucun chameau ne dévore ses feuilles ou ses bourgeons ? Parmi les nombreux Touaregs qui conduisent les caravanes de sels, pourquoi donc aucun d'eux ne lui coupe les branches pour faire du feu pour le thé ? La seule réponse est que cet arbre est tabou et qu'il est considéré comme tel par les caravaniers. »

„Man muss den Baum gesehen haben, um seine Existenz zu glauben. Worin besteht sein Geheimnis? Wie kann er immer noch, trotz der Menge der Dromedare in seiner Nähe unverwüstet bleiben? Wie kommt es, dass kein Kamel seine Blätter und Knospen frisst? Warum schneiden die vielen Salzkarawanen der Tuareg nicht seine Äste ab und verwenden sie als Feuerholz für die Teezubereitung? Die einzige Antwort darauf ist, dass dieser Baum tabu ist und durch Karawanen so respektiert wird.“

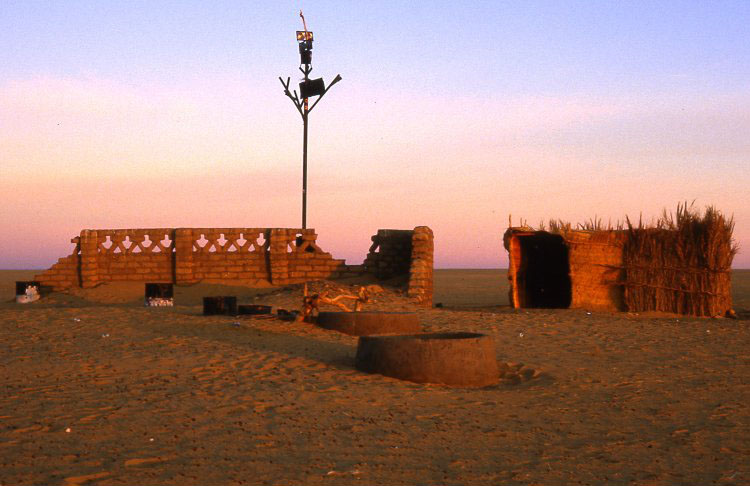
Situation im Jahr 1985

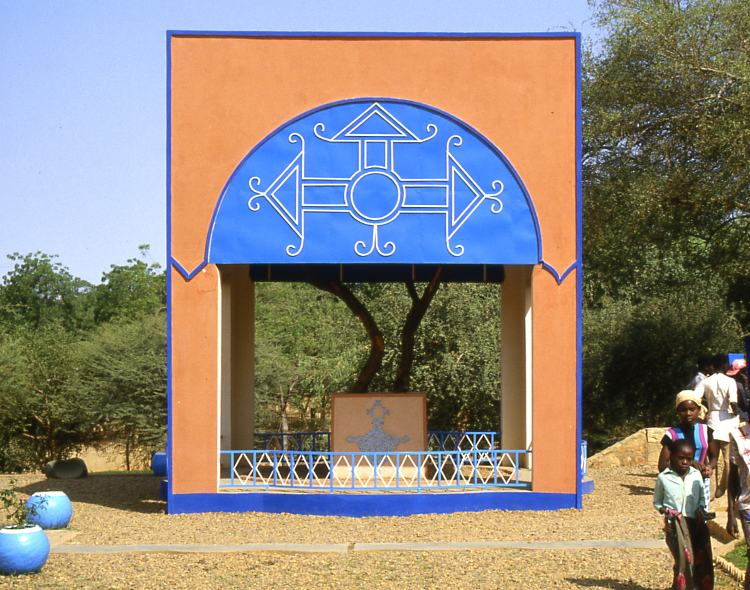
Überreste des alten Arbre du Ténéré in einem Pavillon in Niamey

1959 bemerkten Reisende beim Vergleich mit Fotos aus dem Jahr 1939, dass die Äste des Baumes deutlich abgenommen und das Laubwerk sich gelichtet hatte. Der Baum war offensichtlich durch einen Kraftwagen beschädigt worden.
Die Akazie wurde 1973 von einem – angeblich betrunkenen – Lkw-Fahrer umgefahren. Die Zerstörung des Baums wurde im November 1973 von Teilnehmern der von Citroën veranstalteten Rallye Raid Afrique entdeckt. Der damalige Leutnant und spätere Staatspräsident Ali Saibou brachte die Überreste des Arbre du Ténéré am 8. November 1973 in einem Militärtransporter nach Niamey ins Nigrische Nationalmuseum, wo sie seit 1977 in einem eigenen Pavillon ausgestellt sind.
An dem Standort der Akazie wurde ein baumähnliches Gebilde aus Metallrohren errichtet, an dessen „Ästen“ später verchromte Radkappen als Reflektoren für die Nachtfahrer angebracht wurden. 1998 errichtete Katsuyuki Shinohara in der Nähe die Metallskulptur „Tree of Wind“, mit Glaselementen als optische und Windharfen als akustische Orientierungszeichen.